# Gare de Château-Renault
La gare de Château-Renault est une gare ferroviaire française de la ligne de Brétigny à La Membrolle-sur-Choisille, située sur le territoire de la commune de Château-Renault, dans le département d'Indre-et-Loire, en région Centre-Val de Loire.
Elle est mise en service en 1867 par la Compagnie du chemin de fer de Paris à Orléans (PO). C'est aujourd'hui une gare de la Société nationale des chemins de fer français (SNCF), desservie par des trains TER Centre-Val de Loire circulant entre les gares de Tours et Châteaudun ou Paris-Austerlitz.

## Situation ferroviaire
Établie à 89 mètres d'altitude, la gare de Château-Renault est située au point kilométrique (PK) 206,077 de la ligne de Brétigny à La Membrolle-sur-Choisille, entre les gares ouvertes de Saint-Amand-de-Vendôme et Monnaie.
Anciennement, la gare était aussi située sur la ligne de Sargé-sur-Braye à Vouvray, maintenant déposée.

## Histoire
La Compagnie du chemin de fer de Paris à Orléans (PO) ouvre au service le 5 août 1867 la dernière section, entre Vendôme et Tours, de sa ligne de Paris à Tours. À cette occasion elle met en service la station intermédiaire de « Châteaurenault ».

## Services voyageurs

### Accueil
Gare SNCF, elle dispose d'un bâtiment voyageurs avec guichets ouverts tous les jours sauf les dimanches et fêtes. Elle est équipée d'automates pour l'achat des titres de transport.

### Dessertes
Château-Renault est desservie par des trains du réseau TER Centre-Val de Loire (ligne Tours - Châteaudun et Tours - Vendôme - Paris).

### Intermodalité
Un parc pour les vélos et un parking pour les véhicules sont aménagés.